# غريتا أرن
غريتا أرن (بالألمانية: Gréta Arn)‏ مواليد 13 أبريل 1979 في بودابست، هي لاعبة كرة مضرب ألمانية سابقة بدأت مسيرتها كمحترفة سنة 1997 وكانت تلعب باليد اليمنى، اعتزلت اللعب في 2014. أعلى تصنيف لها في الفردي كان 40. أعلى تصنيف لها في الزوجي كان 175. سبق أن شاركت في دورة الألعاب الأولمبية الصيفية.

## الخط الزمني للأداء
مفتاح
| ف | ن | ن.ن | ر.ن | د# | د.م | ل | أ.أ | ت | غ | ب | ف | ذ | م.خ | ل.ت |

(ف) فاز بالبطولة (ن) وصل النهائي (ن.ن) نصف النهائي (ر.ن) ربع النهائي (د#) الأدوار الأربعة الأولى (د.م) دور المجموعات (ل) شارك في كأس ديفيز (أ.أ) خرج من الأدوار الاولى (ت) خسر التصفيات التأهيلية (غ) غاب عن الحدث أو البطولة (ب) حصل على ميدالية برونزية (ف) حصل على ميدالية فضية (ذ) حصل على ميدالية ذهبية (م.خ) بطولة الماسترز خُفضت إلى مرتبة أقل (ل.ت) البطولة لم تعقد في السنة المعينة.
لتجنب الارتباك وازدواجية الحساب، يتم تحديث هذه المعلومات إما في نهاية البطولة، أو عندما تكون مشاركة اللاعب في البطولة قد انتهت.

### الفردي
| الدورة            | 2000 | 2001 | 2002 | 2003 | 2004 | 2005 | 2006 | 2007 | 2008 | 2009 | 2010 | 2011 | 2012 | 2013 |
| ----------------- | ---- | ---- | ---- | ---- | ---- | ---- | ---- | ---- | ---- | ---- | ---- | ---- | ---- | ---- |
| أستراليا المفتوحة | غ    | د2   | د2   | د1   | غ    | غ    | غ    | غ    | ت    | ت    | غ    | د1   | د3   | د1   |
| فرنسا المفتوحة    | ت    | د1   | د1   | ت    | غ    | غ    | غ    | ت    | ت    | ت    | غ    | د1   | د1   | غ    |
| بطولة ويمبلدون    | د1   | ت    | د2   | ت    | غ    | غ    | غ    | د1   | ت    | ت    | د3   | غ    | د1   | ت    |
| أمريكا المفتوحة   | د1   | د1   | د1   | ت    | غ    | غ    | ت    | د1   | ت    | غ    | د1   | د1   | د2   | غ    |

## روابط خارجية
- غريتا أرن على موقع رابطة محترفات التنس (الإنجليزية)
- غريتا أرن على موقع الاتحاد الدولي لكرة المضرب (الإنجليزية)
- غريتا أرن على موقع كأس بيلي جين كينغ (الإنجليزية)
- غريتا أرن على موقع خلاصة التنس.كوم (الإنجليزية)
- غريتا أرن على موقع أوليمبيديا (الإنجليزية)